# SINGLES 1992〜1998
『SINGLES 1992〜1998』（シングルス ナインティーンナインティツー ナインティーンナインティエイト）は、1998年11月21日、バンダイ・ミュージックエンタテインメントより発売されたinfixのベスト・アルバムである。

## 解説
当時まだ企画盤扱いであった『愛が止まらない』を除く、4人編成時代のシングル表題曲を中心に収録したベスト・アルバム。「愛しい人へ〜眠れぬ愛しい君へ〜」「We're Alive」の他、デモトラックとして「Frontiers」がアルバム初収録。

## 収録曲
- 作詞・作曲：長友仍世（特記以外）

1. Romancing Journey
編曲：坂崎幸之助・infix
2. 愛しい人へ〜眠れぬ愛しい君へ〜
編曲：坂崎幸之助・infix
3. KEEP ON ROCK'N ROLL〜俺達の時代〜
作詞：長友仍世／作曲：佐藤晃／編曲：板倉雅一・infix
4. WINNERS FOREVER〜勝利者よ〜
編曲：板倉雅一・infix
5. 傷だらけの天使になんてなりたいとは思わない
作詞：田村直美／作曲：Jeff Creatures・Joey Carbone／編曲：須貝幸生
6. 100万光年の彼方
作詞：田村直美／作曲：石川寛門／編曲：神長弘一・須貝幸生
7. We're Alive
作詞：長友仍世／作曲：佐藤晃／編曲：infix
8. Starting Over
作詞：長友仍世／作曲：佐藤晃／編曲：infix
9. 涙・抱きしめて
作詞：工藤哲雄・長友仍世／作曲：長友仍世／編曲：土方隆行・infix
10. 涙を味方にして
作詞：久和カノン・長友仍世／作曲：長友仍世・佐藤晃／編曲：infix
11. answer
作詞：真名杏樹・長友仍世／作曲：長友仍世／編曲：後藤次利・infix
12. STILL ALONE
編曲：笹路正徳・infix
13. Frontiers
編曲：板倉雅一
14. Break Out
編曲：infix
15. Miss You
作詞：長友仍世／作曲：佐藤晃／編曲：笹路正徳・infix
16. Break the Silence
作詞：長友仍世／作曲：野間口ヒロシ／編曲：堤秀樹・infix